# Procridinae
Sous-famille
Les Procridinae sont une sous-famille de lépidoptères (papillons) de la famille des Zygaenidae. 

## Noms vernaculaires
Les espèces françaises de cette sous-famille sont appelées les « Procris », ainsi que, pour les genres Adscita et Jordanita, les « Turquoises ».

## Liste des genres présents en Europe
- Adscita Retzius, 1783
- Jordanita Verity, 1946
- Rhagades Wallengren, 1863
- Theresimima Strand, 1917